# ГЕС Лонгбьйорн
ГЕС Лонгбьйорн — гідроелектростанція у центральній частині Швеції. Розташована між ГЕС Еденфорсен (вище за течією) та ГЕС Ласеле, входить до складу каскаду на річці Онгерманельвен (у верхній течії Aselealven), яка впадає в Ботнічну затоку Балтійського моря за півтори сотні кілометрів на південний захід від Умео.
Для роботи станції, будівництво якої почалось у 1956-му та завершилось за три роки, річку перекрили бетонною гравітаційною греблею висотою 33 метри з трьома водопропускними шлюзами.
Інтегрований у греблю машинний зал обладнали двома турбінами типу Каплан загальною потужністю 92 МВт, які при напорі у 34 метри забезпечували виробництво 385 млн кВт-год електроенергії на рік. Станом на середину 2010-х років потужність станції довели до 100 МВт.
На станції реалізовано поширений у скандинавських країнах тип деривації — відпрацьована вода повертається в річку по відвідному каналу довжиною 0,7 км, який прямує праворуч від річки паралельно до неї.
У 2005—2006 роках в межах програми з підвищення безпеки на Онгерманельвен здійснили підсилення греблі, яка має витримати повінь, ймовірність якої оцінюється в один раз на 10 тисяч років. А у 2010-х провели модернізацію мережевого обладнання ГЕС, продукція якої може тепер видаватись під напругою 400 кВ.